# Signe Kivi
Signe Kivi (Tallinn, 24. veljače 1957.) estonska je tekstilna umjetnica i političarka. Bila je članica IX ., X. i XIV. Riigikogu-a, estonskog parlamenta. Od 1999. do 2002. bila je ministrica kulture Estonije.

## Životopis
Diplomirala je tekstilni dizajn na Estonskoj akademiji umjetnosti 1980.
Od 1985. do 1991. radila je kao umjetnica u Tvornici umjetnina ARS. Od 1988. je predavačica na Estonskoj akademiji umjetnosti, a od 1997. profesorica. Između 2005. i 2015. bila je rektorica Estonske akademije umjetnosti, a između 2017. i 2019. ravnateljica Muzeja umjetnosti u Tartuu.
Od 1998. do 2006. te ponovno od 2014. članica je Estonske reformističke stranke.

### Nagrade
- 2004. Orden Bijele Zvijezde[1]